# Olho d'Água das Cunhãs
Olho d'Água das Cunhãs è un comune del Brasile nello Stato del Maranhão, parte della mesoregione del Centro Maranhense e della microregione del Médio Mearim.